# Campeonato Sudamericano de Voleibol Masculino Sub-19 de 2018
El XXI Campeonato Sudamericano de Voleibol Masculino Sub-19 de 2018 fue un torneo de selecciones sudamericanas de jugadores hasta 19 años que se llevó a cabo en Sopó (Colombia) del 24 al 28 de septiembre de 2018. El torneo fue organizado por la Confederación Sudamericana de Voleibol (CSV) y otorgó tres cupos para el Campeonato Mundial de Voleibol Masculino Sub-19 de 2019.

## Organización

### País anfitrión y ciudad sede
| SopóSopó, sede del Campeonato Sudamericano de Voleibol Masculino Sub-19 de 2018. | Sopó                         |
| -------------------------------------------------------------------------------- | ---------------------------- |
| SopóSopó, sede del Campeonato Sudamericano de Voleibol Masculino Sub-19 de 2018. | Coliseo Municipal de Sopó    |
| SopóSopó, sede del Campeonato Sudamericano de Voleibol Masculino Sub-19 de 2018. | Capacidad: 3000 espectadores |
| SopóSopó, sede del Campeonato Sudamericano de Voleibol Masculino Sub-19 de 2018. |                              |

Esta fue la primera ocasión que un municipio cundinamarqués (Sopó, Colombia) acogió el Campeonato Sudamericano de Voleibol Masculino U-19, sin tener antecedentes en cuanto a la organización de otros campeonatos sudamericanos de voleibol tanto en la rama masculina como femenina y en sus diferentes categorías.

#### Recinto
Todos los partidos se desarrollaron en el Coliseo Municipal de Sopó.

### Formato de competición
El torneo se desarrolla dividido en dos fases: fase preliminar y fase final.
En la fase preliminar las 8 selecciones participantes fueron repartidas en dos grupos de 4 equipos, en cada grupo se jugó con un sistema de todos contra todos y los equipos fueron clasificados de acuerdo a los siguientes criterios:
1. Mayor número de partidos ganados.
2. Mayor número de puntos obtenidos, los cuales son otorgados de la siguiente manera:
  - Partido con resultado final 3-0 o 3-1: 3 puntos al ganador y 0 puntos al perdedor.
  - Partido con resultado final 3-2: 2 puntos al ganador y 1 punto al perdedor.
3. Proporción entre los puntos ganados y los puntos perdidos (Puntos ratio).
4. Proporción entre los sets ganados y los sets perdidos (Sets ratio).
5. Si el empate persiste entre dos equipos se le da prioridad al equipo que haya ganado el último partido entre los equipos implicados.
6. Si el empate persiste entre tres equipos o más se realiza una nueva clasificación solo tomando en cuenta los partidos entre los equipos involucrados.

## Equipos participantes
Ocho selecciones confirmaron su participación en la competencia.
- Argentina
- Bolivia DT. José Luis Suárez Wunder
- Brasil DT. Fabiano Ribeiro
- Chile
- Colombia DT. Rafael Osorio
- Ecuador DT. Yamel Mera
- Paraguay
- Venezuela

## Resultados
- Las horas indicadas corresponden al huso horario local de Colombia: UTC-5.

### Fase de grupos
– Clasificados a las Semifinales.      – Pasan a disputar las semifinales de la clasificación del 5.° al 8.° puesto.

#### Grupo A
| Pos. | Equipo   | Partidos | Partidos | Partidos | Pts. | Sets | Sets | Sets  | Puntos | Puntos | Puntos |
| Pos. | Equipo   | PJ       | PG       | PP       | Pts. | SG   | SP   | Ratio | PG     | PP     | Ratio  |
| ---- | -------- | -------- | -------- | -------- | ---- | ---- | ---- | ----- | ------ | ------ | ------ |
| 1    | Colombia | 3        | 3        | 0        | 9    | 9    | 1    | 9.000 | 251    | 211    | 1.189  |
| 2    | Bolivia  | 3        | 1        | 2        | 4    | 5    | 6    | 0.833 | 243    | 241    | 1.008  |
| 3    | Ecuador  | 3        | 1        | 2        | 3    | 3    | 7    | 0.428 | 218    | 224    | 0.973  |
| 4    | Chile    | 3        | 1        | 2        | 2    | 5    | 8    | 0.625 | 260    | 293    | 0.887  |

| Fecha            | Hora  | Equipo 1 | Res.  | Equipo 2 | Set 1 | Set 2 | Set 3 | Set 4 | Set 5 | Total     | Reporte |
| ---------------- | ----- | -------- | ----- | -------- | ----- | ----- | ----- | ----- | ----- | --------- | ------- |
| 24 de septiembre | 13:00 | Bolivia  | 2 – 3 | Chile    | 16-25 | 25-19 | 25-20 | 24-26 | 12-15 | 102 – 105 | Reporte |
| 24 de septiembre | 19:00 | Colombia | 3 – 0 | Ecuador  | 25-22 | 25-23 | 25-19 |       |       | 75 – 64   | Reporte |
| 25 de septiembre | 15:00 | Bolivia  | 3 – 0 | Ecuador  | 25-22 | 25-19 | 25-19 |       |       | 75 – 60   | Reporte |
| 25 de septiembre | 19:00 | Colombia | 3 – 1 | Chile    | 25-17 | 25-18 | 22-25 | 25-21 |       | 97 – 81   | Reporte |
| 26 de septiembre | 15:00 | Chile    | 1 – 3 | Ecuador  | 21-25 | 25-19 | 14-25 | 14-25 |       | 74 – 94   | Reporte |
| 26 de septiembre | 19:00 | Colombia | 3 – 0 | Bolivia  | 29-27 | 25-19 | 25-20 |       |       | 76 – 66   | Reporte |

#### Grupo B
| Pos. | Equipo    | Partidos | Partidos | Partidos | Pts. | Sets | Sets | Sets  | Puntos | Puntos | Puntos |
| Pos. | Equipo    | PJ       | PG       | PP       | Pts. | SG   | SP   | Ratio | PG     | PP     | Ratio  |
| ---- | --------- | -------- | -------- | -------- | ---- | ---- | ---- | ----- | ------ | ------ | ------ |
| 1    | Brasil    | 3        | 3        | 0        | 9    | 9    | 0    | MAX   | 225    | 141    | 1.595  |
| 2    | Argentina | 3        | 2        | 1        | 6    | 6    | 5    | 1.200 | 245    | 239    | 1.025  |
| 3    | Venezuela | 3        | 1        | 2        | 3    | 4    | 7    | 0.571 | 237    | 262    | 0.904  |
| 4    | Paraguay  | 3        | 0        | 3        | 0    | 2    | 9    | 0.222 | 209    | 274    | 0.762  |

| Fecha            | Hora  | Equipo 1  | Res.  | Equipo 2  | Set 1 | Set 2 | Set 3 | Set 4 | Set 5 | Total    | Reporte |
| ---------------- | ----- | --------- | ----- | --------- | ----- | ----- | ----- | ----- | ----- | -------- | ------- |
| 24 de septiembre | 15:00 | Argentina | 3 – 1 | Paraguay  | 25-20 | 23-25 | 25-19 | 25-17 |       | 98 – 81  | Reporte |
| 24 de septiembre | 17:00 | Brasil    | 3 – 0 | Venezuela | 25-18 | 25-21 | 25-14 |       |       | 75 – 53  | Reporte |
| 25 de septiembre | 13:00 | Brasil    | 3 – 0 | Paraguay  | 25-11 | 25-9  | 25-16 |       |       | 75 – 36  | Reporte |
| 25 de septiembre | 17:00 | Argentina | 3 – 1 | Venezuela | 20-25 | 25-16 | 25-19 | 25-23 |       | 95 – 83  | Reporte |
| 26 de septiembre | 13:00 | Venezuela | 3 – 1 | Paraguay  | 25-18 | 25-23 | 25-27 | 26-24 |       | 101 – 92 | Reporte |
| 26 de septiembre | 17:00 | Argentina | 0 – 3 | Brasil    | 19-25 | 19-25 | 14-25 |       |       | 52 – 75  | Reporte |

### Fase final

#### Clasificación 5.º al 8.º puesto
|  | Semifinales 5.º al 8.º puesto | Semifinales 5.º al 8.º puesto |   |          | Partido 5.º y 6.º puesto | Partido 5.º y 6.º puesto |  |
|  |                               |                               |   |          |                          |                          |  |
|  |                               |                               |   |          |                          |                          |  |
|  | Ecuador                       | 3                             |   |          |                          |                          |  |
|  | Paraguay                      | 0                             |   |          |                          |                          |  |
|  |                               |                               |   |          |                          |                          |  |
|  |                               |                               |   |          |                          |                          |  |
|  |                               |                               |   |          | Ecuador                  | 0                        |  |
|  |                               | Chile                         | 3 |          |                          |                          |  |
|  |                               |                               |   |          |                          |                          |  |
|  |                               |                               |   |          |                          |                          |  |
|  |                               |                               |   |          | Partido 7.º y 8.º puesto |                          |  |
|  |                               |                               |   |          |                          |                          |  |
|  | Venezuela                     | 0                             |   | Paraguay | 1                        |                          |  |
|  | Chile                         | 3                             |   |          | Venezuela                | 3                        |  |

##### Semifinales 5.º al 8.º puesto
| Fecha            | Hora  | Equipo 1 | Res.  | Equipo 2  | Set 1 | Set 2 | Set 3 | Set 4 | Set 5 | Total   | Reporte |
| ---------------- | ----- | -------- | ----- | --------- | ----- | ----- | ----- | ----- | ----- | ------- | ------- |
| 27 de septiembre | 13:00 | Paraguay | 0 – 3 | Ecuador   | 21-25 | 20-25 | 17-25 |       |       | 58 – 75 | Reporte |
| 27 de septiembre | 15:00 | Chile    | 3 – 0 | Venezuela | 25-21 | 25-18 | 25-20 |       |       | 75 – 59 | Reporte |

##### Partido por el 7.º y 8.º puesto
| Fecha            | Hora  | Equipo 1 | Res.  | Equipo 2  | Set 1 | Set 2 | Set 3 | Set 4 | Set 5 | Total   | Reporte |
| ---------------- | ----- | -------- | ----- | --------- | ----- | ----- | ----- | ----- | ----- | ------- | ------- |
| 28 de septiembre | 12:00 | Paraguay | 1 – 3 | Venezuela | 20-25 | 25-22 | 16-25 | 20-25 |       | 81 – 97 | Reporte |

##### Partido por el 5.º y 6.º puesto
| Fecha            | Hora  | Equipo 1 | Res.  | Equipo 2 | Set 1 | Set 2 | Set 3 | Set 4 | Set 5 | Total   | Reporte |
| ---------------- | ----- | -------- | ----- | -------- | ----- | ----- | ----- | ----- | ----- | ------- | ------- |
| 28 de septiembre | 14:00 | Ecuador  | 0 – 3 | Chile    | 21-25 | 18-25 | 17-25 |       |       | 56 – 75 | Reporte |

#### Clasificación 1.º al 4.º puesto
|  | Semifinales | Semifinales |   |          | Final                     | Final |  |
|  |             |             |   |          |                           |       |  |
|  |             |             |   |          |                           |       |  |
|  | Colombia    | 1           |   |          |                           |       |  |
|  | Argentina   | 3           |   |          |                           |       |  |
|  |             |             |   |          |                           |       |  |
|  |             |             |   |          |                           |       |  |
|  |             |             |   |          | Argentina                 | 0     |  |
|  |             | Brasil      | 3 |          |                           |       |  |
|  |             |             |   |          |                           |       |  |
|  |             |             |   |          |                           |       |  |
|  |             |             |   |          | Partido 3.er y 4.º puesto |       |  |
|  |             |             |   |          |                           |       |  |
|  | Brasil      | 3           |   | Colombia | 3                         |       |  |
|  | Bolivia     | 0           |   |          | Bolivia                   | 0     |  |

##### Semifinales
| Fecha            | Hora  | Equipo 1 | Res.  | Equipo 2  | Set 1 | Set 2 | Set 3 | Set 4 | Set 5 | Total   | Reporte |
| ---------------- | ----- | -------- | ----- | --------- | ----- | ----- | ----- | ----- | ----- | ------- | ------- |
| 27 de septiembre | 17:15 | Colombia | 1 – 3 | Argentina | 13-25 | 25-20 | 17-25 | 19-25 |       | 74 – 95 | Reporte |
| 27 de septiembre | 20:00 | Brasil   | 3 – 0 | Bolivia   | 25-17 | 25-16 | 25-20 |       |       | 75 – 53 | Reporte |

##### Partido por el3.ery 4.º puesto
| Fecha            | Hora  | Equipo 1 | Res.  | Equipo 2 | Set 1 | Set 2 | Set 3 | Set 4 | Set 5 | Total   | Reporte |
| ---------------- | ----- | -------- | ----- | -------- | ----- | ----- | ----- | ----- | ----- | ------- | ------- |
| 28 de septiembre | 17:00 | Colombia | 3 – 0 | Bolivia  | 25-21 | 25-17 | 25-17 |       |       | 75 – 55 | Reporte |

##### Final
| Fecha            | Hora  | Equipo 1  | Res.  | Equipo 2 | Set 1 | Set 2 | Set 3 | Set 4 | Set 5 | Total   | Reporte |
| ---------------- | ----- | --------- | ----- | -------- | ----- | ----- | ----- | ----- | ----- | ------- | ------- |
| 28 de septiembre | 19:00 | Argentina | 0 – 3 | Brasil   | 13-25 | 23-25 | 16-25 |       |       | 52 – 75 | Reporte |

## Clasificación general
| Pos.              | Selección |
| ----------------- | --------- |
| Medalla de oro    | Brasil    |
| Medalla de plata  | Argentina |
| Medalla de bronce | Colombia  |
| 4                 | Bolivia   |
| 5                 | Chile     |
| 6                 | Ecuador   |
| 7                 | Venezuela |
| 8                 | Paraguay  |

## Distinciones individuales
Al culminar la competición la organización del torneo entregó los siguientes premios individuales:
- Jugador más valioso (MVP)

 Darlan Souza
- Mejores centrales

 Leonardo Andrade (primero)
 Agustín Gallardo (segundo)
- Mejores punta

 Harold Caicedo (primero)
 Nathan Krupp (segundo)
- Mejor armador

 Gustavo Orlando
- Mejor opuesto

 Agustín Nogueira
- Mejor líbero

 Rooswelt Ramos

## Clasificados al Mundial U-19 de 2019
| Bandera de Brasil | Bandera de Argentina | Bandera de Colombia |
| Brasil            | Argentina            | Colombia            |